# Niski Młyn
Niski Młyn (niem. Niedermühl) – osada w Polsce położona w województwie warmińsko-mazurskim, w powiecie bartoszyckim, w gminie Bisztynek. Miejscowość wchodzi w skład sołectwa Troksy.
W latach 1975–1998 miejscowość administracyjnie należała do województwa olsztyńskiego. Osada znajduje się w historycznym regionie Warmia.